# Violofoon

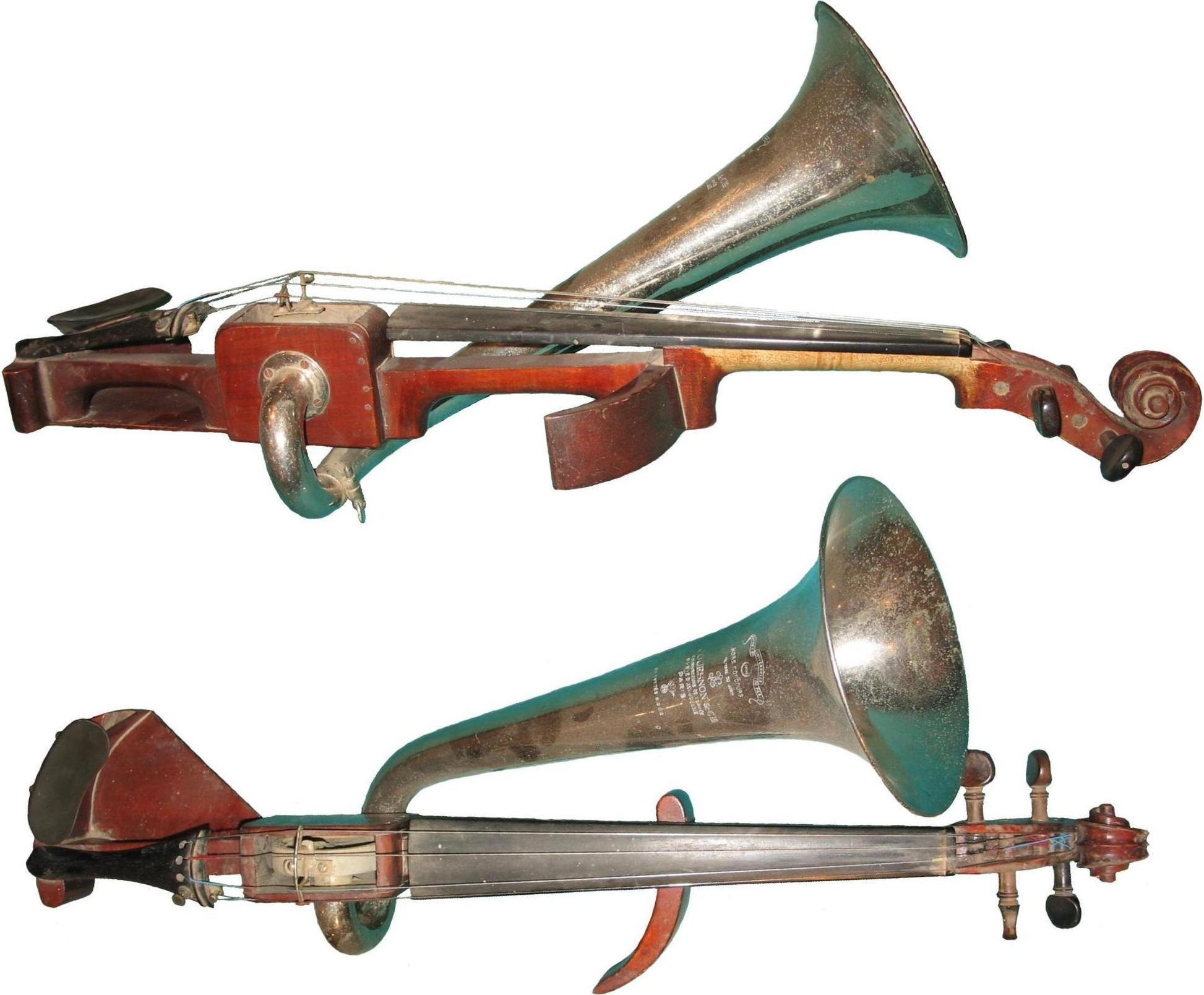
De violofoon

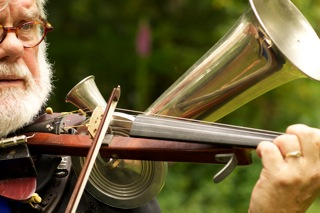
De Nederlandse violist Willem Wolthuis bespeelt hier de strohviool

De strohviool, trompetviool of violofoon (ook wel schaatsviool genoemd), is een viool zonder de houten klankkast. Het geluid wordt versterkt door een hoorn. Het instrument is vernoemd naar zijn Duitse bedenker, Johannes Matthias Augustus Stroh.

## Oorsprong en gebruik
De strohviool klinkt veel luider dan een gewone houten viool. Door zijn volume en de mogelijkheid om de klank te richten was dit instrument zeer geschikt voor opnamen in de begindagen van de opnametechniek. Toen de studio's elektrische microfoons gingen gebruiken verloor de strohviool aan populariteit, daar een strohviool niet als een houten viool klinkt. Vanwege de metalen beker is de strohviool veel zwaarder en daardoor moeilijker te bespelen; het kost de nodige inspanning om de beker de gewenste kant op te houden.

## Huidig gebruik
Een aantal muzikanten waaronder Tom Waits, Thomas Newman, Bob Cohen, Spinvis en Scotch gebruiken de strohviool nog steeds. Tevens treft men de strohviool aan in de volksmuziek van Roemenië (Vioară cu goarnă). Ook in oudere Argentijnse tango's is de strohviool te horen. De Argentijnen noemen het een 'Violin Corneta' (gehoornde viool). Vele straatmuzikanten gebruiken ook wel een strohviool.